# کروشه لی
در ریاضیات و هندسه دیفرانسیل کروشهٔ لی (Lie bracket) همچنین کروشه ژاکوبی-لی یا جابجاگر میدان برداری عمل‌گری است که دو میدان برداری X و Y را روی یک منیفولد صاف مانند M، را به میدان برداری سوم [X, Y] تبدیل می‌کند.
در جبر لی {\displaystyle \,{\mathfrak {g}}} یک فضای برداری بر یک میدان {\displaystyle F} است که به یک حاصلضرب {\displaystyle [\cdot ,\cdot ]:{\mathfrak {g}}\times {\mathfrak {g}}\to {\mathfrak {g}}}
مجهز است که براکت لی نامیده می‌شود و در خواص زیر صدق می‌کند:
1-دوخطی: {\displaystyle [ax+by,z]=a[x,z]+b[y,z],\quad [z,ax+by]=a[z,x]+b[z,y]}
2- پادتقارنی: {\displaystyle [x,y]=-[y,x].}
3- اتحاد ژاکوبی: {\displaystyle [x,[y,z]]+[y,[z,x]]+[z,[x,y]]=0\quad }